# نبرد ادینگتون
نبرد ادینگتون ماه مه سال ۸۷۸ میلادی بین پادشاهی وسکس به رهبری آلفرد بزرگ و ارتش وایکینگ‌ها به رهبری گوتروم به وقوع پیوست و با پیروزی انگلیسی‌ها به پایان رسید.
منابع نخستین محل رخ دادن نبرد را «Eðandun» گزارش کرده‌اند. تا زمانی که هم‌راییِ دانشمندان، آوردگاه را با روستای کنونی ادینگتون در ویلتشر در پیوند دانست، این نبرد به عنوان نبرد اتاندون شناخته می‌شد البته این نام همچنان به کار برده می‌شود.